# Roland Bogusz
Roland Włodzimierz Bogusz (ur. 14 września 1888 w Krakowie, zm. w 1964) – pułkownik dyplomowany kawalerii Wojska Polskiego, kawaler Orderu Virtuti Militari.

## Życiorys
Urodził się 14 września 1888 w Krakowie, w rodzinie Antoniego, nadporucznika 11 galicyjskiego pułku ułanów, i Róży z Trenklerów. W 1898, po ukończeniu dwóch klas w c. k. Gimnazjum I w Przemyślu, wstąpił do Wojskowej Niższej Szkoły Realnej w Fischau. Od 1904 kontynuował naukę w Wojskowej Wyższej Szkole Realnej w Mährisch Weißkirchen. W 1907 został przyjęty do Terezjańskiej Akademii Wojskowej w Wiener Neustadt. 1 września 1910, po ukończeniu akademii, został mianowany porucznikiem i wcielony do 4 galicyjskiego pułku ułanów w Żółkwi. W latach 1912–1914 ukończył dwa kursy szkoły brygadowej przy 17 i 21 Brygadzie Kawalerii. W 1914 został odkomenderowany do szkoły jazdy w Wiedniu. Na stopień nadporucznika awansował ze starszeństwem z 1 sierpnia 1914. W czasie I wojny światowej walczył w szeregach macierzystego pułku. Na froncie dowodził kolejno plutonem, szwadronem i dywizjonem, a przez sześć tygodni również 16. kompanią 54 pułku piechoty. W kwietniu 1917 został powołany na kurs Sztabu Generalnego w Lublanie. Na rotmistrza awansował ze starszeństwem z 1 maja 1917. Po ukończeniu kursu wrócił do pułku na stanowisko adiutanta i wziął udział w walkach na froncie włoskim.
W listopadzie 1918 wstąpił do Legii Oficerskiej w Krakowie. W pierwszej dekadzie stycznia 1919 z rozkazu Dowództwa Wschód zorganizował grupę wypadową i z powodzeniem dowodził nią w walkach z Ukraińcami pod Przemyślem, Niżankowicami, Chyrowem i Ustrzykami Dolnymi. W kwietniu 1919 został wyznaczony na stanowisko szefa sztabu 1 Brygady Jazdy (15 września 1919 został formalnie przeniesiony do 2 pułku szwoleżerów jako oficer nadetatowy z odkomenderowaniem do 1 Brygady Jazdy na stanowisko szefa sztabu). Wziął udział w walkach pod Wilnem, nad Dźwiną i bitwie pod Dyneburgiem. W lutym 1920 został przydzielony do Departamentu I Broni Głównych i Wojsk Taborowych Ministerstwa Spraw Wojskowych na stanowisko szefa wydziału Sekcji II Jazdy. 10 czerwca został szefem sztabu Dywizji Jazdy gen. Sawickiego. 15 lipca 1920 został zatwierdzony z dniem 1 kwietnia 1920 w stopniu majora Sztabu Generalnego, w kawalerii, w grupie oficerów byłej armii austro-węgierskiej. 12 sierpnia został szefem sztabu 2 Dywizji Jazdy, a cztery dni później wyróżnił się w bitwie pod Płońskiem. 12 września 1920 pod wsią Michały na Wołyniu został ranny.
W marcu 1921 został wyznaczony na stanowisko dowódcy 25 pułku ułanów. Od 1 czerwca 1921 jego oddziałem macierzystym był Oddział V Sztabu MSWojsk. 3 maja 1922 został zweryfikowany w stopniu podpułkownika ze starszeństwem od 1 czerwca 1919 i 79. lokatą w korpusie oficerów jazdy (od 1924 – kawalerii). 8 czerwca tego roku został wcielony do 25 puł. jako oddziału macierzystego. 1 października 1922 został powołany do Wyższej Szkoły Wojennej w Warszawie, w charakterze słuchacza kursu doszkolenia. Z dniem 15 października 1923, po ukończeniu kursu i otrzymaniu dyplomu naukowego oficera Sztabu Generalnego, został przydzielony do Departamentu II Jazdy MSWojsk. w Warszawie na stanowisko szefa wydziału remontu. 1 września 1927 mianowany dowódcą 19 pułku ułanów w Ostrogu Wołyńskim. 1 stycznia 1928 prezydent RP nadał mu z dniem 1 stycznia 1928 stopień pułkownika w korpusie oficerów kawalerii i 5. lokatą. W marcu 1929 został przeniesiony do Powiatowej Komendy Uzupełnień Warszawa Miasto I na stanowisko komendanta. W marcu 1930 został przeniesiony do Komendy Placu Lublin na stanowisko komendanta. W październiku 1931 został przeniesiony do Komendy Placu Kraków na stanowisko komendanta placu. W następnym roku kierowana przez niego jednostka została przemianowana na Komendę Miasta Kraków, a zajmowane przez niego stanowisko otrzymało nazwę komendant miasta. W listopadzie 1932 został zwolniony z zajmowanego stanowiska i oddany do dyspozycji dowódcy Okręgu Korpusu Nr V, a z dniem 28 lutego 1933 przeniesiony w stan spoczynku.
Po zakończeniu służby wyjechał do Brazylii, zamieszkał w Rio de Janeiro przy alei Pasteura 339 i pracował w klubie hippicznym jako instruktor jazdy konnej. Został członkiem Towarzystwa Wychowania Fizycznego „Junak” w Kurytybie i Towarzystwa „Polonia” w Rio de Janeiro.
Od 18 września 1940 przebywał w Stacji Zbornej Oficerów Rothesay. 29 października tego roku został wybrany sędzią Sądu Honorowego dla Oficerów Sztabowych.
Był dwukrotnie żonaty. Po rozwodzie ożenił się po raz drugi z Adelą z Chwalibogów (1899–1965), z którą miał syna Józefa Rolanda (ur. 18 października 1921).

## Ordery i odznaczenia
- Krzyż Srebrny Orderu Virtuti Militari nr 4527[40][41] – 29 października 1921[42][43]
- Krzyż Walecznych trzykrotnie[41][35]
- Złoty Krzyż Zasługi[44][35]
- Medal Pamiątkowy za Wojnę 1918–1921[6]
- Medal Dziesięciolecia Odzyskanej Niepodległości[6]
- niemiecki Krzyż Żelazny II klasy[6]

austro-węgierskie
- Krzyż Zasługi Wojskowej 3 klasy z dekoracją wojenną i mieczami[10]
- Srebrny Medal Zasługi Wojskowej z mieczami na wstążce Krzyża Zasługi Wojskowej dwukrotnie[10]
- Brązowy Medal Zasługi Wojskowej z mieczami na wstążce Krzyża Zasługi Wojskowej[10]
- Krzyż Wojskowy Karola[10]